# Het geheim van Stalin
Het geheim van Stalin is het 24ste stripalbum uit de reeks Lefranc, bedacht door Jacques Martin, geschreven door Thierry Robberecht en getekend door Régric. De inkleuring werd verzorgd door Bruno Wesel.
De eerste publicatie was ook meteen het eerste album. Het album werd op 17 oktober 2013 uitgegeven door uitgeverij Casterman als softcover met nummer 24 in de serie Lefranc. De oplage telde 7000 exemplaren in plaats van de meer gebruikelijke 10.000 exemplaren. In 2016 volgden twee herdrukken.

## Het verhaal
In november 1952 loopt de wetenschapper genetica Leonid Andreiev over naar de Amerikanen en verklapt hun een schokkend geheim.
In februari 1953 reist journalist Guy Lefranc mee met een groep Westerse schrijvers die de Sovjet-Unie bezoeken. Als de groep de universiteit van Moskou bezoekt, sluipt Byrne weg van de groep en ontmoet de jonge wetenschapster Paulina Tichonov, die hem het dossier Kleine Broer geeft. Byrne vreest ontdekt te worden en vertrouwt het dossier toe aan Lefranc. Het betreft een medisch dossier van een jongen, die sterk gelijkt op Jozef Stalin. Tichonov contacteert Lefranc zodra Byrne is verdwenen (en ondervraagd wordt door de geheime politie) en legt hem uit dat de Russen erin zijn geslaagd het DNA van Stalin te klonen. De 12-jarige jongen uit het dossier is het resultaat. Door hem van de juiste herinneringen te voorzien willen de Russen een nieuwe Stalin scheppen. Zij vertelt hem over de organisatie die de jongen wil ontvoeren.
Byrne overlijdt tijdens de ondervraging en Tichonov wordt opgepakt. Lefranc besluit de organisatie te helpen. Hij gaat undercover in het onderzoekscomplex en legt contact met de jongen. De jongen ziet in dat hij een gevaar vormt voor de wereldleiders en werkt mee aan zijn ontvoering naar Amerika. Deze lukt, maar Lefranc wordt opgepakt door de Russen en later uitgewisseld voor een Russische spion. Lefranc vertelt de Amerikanen dat de leidende wetenschapper hem voor zijn dood heeft bekend dat het klonen van Stalin niet lukte, en dat ze een goed gelijkende jongen hadden gebruikt. De jongen krijgt uiteindelijk zijn eigen leven in Amerika, als Joseph Stablin.